# Die Mensch-Maschine
Die Mensch-Maschine ist das siebte Studioalbum der Band Kraftwerk. Das Album erschien in einer deutschen und englischen Version als The Man-Machine. Die Single-Auskopplung Das Model wurde im Jahre 1982 ein Nummer-eins-Hit in den britischen Charts.

## Entstehung und Veröffentlichung
Musikalisch baut das Album auf dem Vorgänger Trans Europa Express auf, wobei der Einsatz von Rhythmusmaschinen stärker in den Hintergrund tritt und das Album insgesamt weicher klingen lässt. Das Album entstand in Kraftwerks eigenem Kling-Klang-Studio in Düsseldorf und wurde dort auch aufgenommen. Das Album wurde im Studio Rudas abgemischt, weil das Mischpult im Kling-Klang-Studio nicht ausreichte. Joschko Rudas war für den Mix verantwortlich und wurde für einige Lieder vom Detroiter Toningenieur Leanard Jackson von Whitfield Records unterstützt, welcher im vorherigen Jahr an Rose Royce’ zweitem Album gearbeitet hatte. Als Produzenten fungierten Florian Schneider und Ralf Hütter. Zum Einsatz kam unter anderem der Sennheiser VSM 201 Vocoder.
Wie die vorangegangenen Alben auch ist Die Mensch-Maschine ein Konzeptalbum. Beschäftigten sich Autobahn und Radio-Aktivität mit eher deutschen Themen und Trans Europa Express mit Europa, so ist das siebte Album thematisch globaler und handelt von Zukunftsthemen wie Weltraumfahrt, Robotern und Großstadt. Als Inspirationsquelle für das Album diente der deutsche Stummfilmklassiker Metropolis des Regisseurs Fritz Lang von 1927. Sowohl der Albumtitel der Mensch-Maschine, das Lied Metropolis als auch das Motiv einer von Technik dominierten Welt, in der der freie Mensch zum Diener einer komplexen Maschinerie degradiert wird, sind durch diesen UFA-Film beeinflusst.
Zu Promotionszwecken ließ die Band Dummys anfertigen, die bei einigen Presseterminen im Zusammenhang mit der Veröffentlichung zum Einsatz kamen.
Die grafische Gestaltung der Coverabbildung stammt von Karl Klefisch und basiert auf einer Arbeit des russischen Konstruktivisten El Lissitzky. Auf dem Cover sind die Worte „inspiriert von El Lissitzky“ vermerkt. Das Coverbild ist eine Adaption einer Grafik aus dem Kinderbuch Suprematitscheski Skaz (von zwei Quadraten).
Nach seiner Veröffentlichung erreichte das Album Platz 12 in Deutschland, 9 im Vereinigten Königreich und 130 in den Vereinigten Staaten.

## Rezeption
Das Album brachte der Band die erste Titelstory im britischen New Musical Express. Der NME bestätigte die „nahezu perfekte Umsetzung ihrer musikalischen und politischen Ambitionen“ und verwendete auf dem Titelblatt ein Foto vom Innencover von Die Mensch-Maschine, da die Band kein Foto für das Titelbild zur Verfügung stellte. Melody Maker sprach von einem „unterkühlt majestätischen Album“. Die uniformierte Kleidung auf dem Cover in roten Hemden und schwarzen Krawatten rückte die Band fälschlicherweise in ein faschistisches Licht und stieß insbesondere in den Vereinigten Staaten auf Ablehnung.
Eine Reihe britischer Künstler nahmen sich das Album neben der zweiten Seite von David Bowies Low musikalisch und auch bühnentechnisch zum Vorbild. Die Musik von Kraftwerk wurde in britischen Clubs wie dem Billy’s in London gespielt. Der Einsatz von Synthesizern resultierte in einer Welle von Synthie-Pop- und New-Romantic-Bands im Vereinigten Königreich. Einer der ersten Epigonen war 1979 Gary Numan, der das Bühnenoutfit aus Hemd und Krawatte (beides in Schwarz) übernahm. Das Konzept, Maschinen für sich arbeiten zu lassen, nahm The Human League für die Tournee im Vorprogramm der Talking Heads auf, bei der die Band nicht anwesend war und ausschließlich Tonbandgeräte und Diaprojektoren verwendete. In frühen Zeiten stellte Depeche Mode die Synthesizer – wie Kraftwerk – auf der Bühne in einer Reihe nebeneinander auf.

## Titelliste
Seite eins
1. Die Roboter / The Robots (Hütter, Schneider, Bartos) 6:11
2. Spacelab (Hütter, Bartos) 5:51
3. Metropolis (Hütter, Schneider, Bartos) 5:59

Seite zwei
1. Das Model / The Model (Hütter, Bartos/Hütter, Schult) 3:38
2. Neonlicht / Neon Lights (Hütter, Schneider, Bartos) 9:03
3. Die Mensch-Maschine / The Man-Machine (Hütter, Bartos) 5:28

Die Texte stammen bis auf Das Model von Ralf Hütter. Dieses textete er zusammen mit Emil Schult. Bei Spacelab und Metropolis wird lediglich der Name des jeweiligen Titels gesungen.

## Besetzung

### Kraftwerk
- Ralf Hütter – Albumkonzept, Elektronik, Keyboard, Synthesizer, Vako Orchestron, Produktion, Vocoder, Stimme
- Florian Schneider – Albumkonzept, Elektronik, Produktion, Synthesizer, Vocoder, Votrax-Sprachsynthesizer
- Karl Bartos – Elektronisches Schlagzeug
- Wolfgang Flür – Elektronisches Schlagzeug

### Zusätzliches Personal
- Günther Fröhling – Photograph
- Leanard Jackson – Toningenieur
- Karl Klefisch – Schrift
- Joschko Rudas – Toningenieur
- Henning Schmitz – Assistenztechniker

Informationen dem Cover von „Die Mensch-Maschine“ (2009) entnommen.